# Paul Deltuf
Paul Deltuf, né le 7 mars 1825 à Paris (ancien 11e), mort le 14 août 1870 à Clermont (Oise), est un poète et écrivain français.
Il se fit connaître par un volume de poésie, Idylles antiques, en 1851, puis écrivit un grand nombre de romans et de nouvelles autour d'un thème principal : les femmes. Vers la fin de sa vie, il s'intéressa à l'histoire. Son livre sur Machiavel, essayant de réhabiliter l'homme et l'œuvre et en offrant même une traduction, fut condamné par la congrégation de l'Index.
Il finit ses jours dans un asile d'aliénés.

## Œuvres
- Idylles antiques, 1851
- Contes romanesques, 1852
- Récits dramatiques, 1854
- Les Pigeons de la Bourse, 1857
- Aventures parisiennes, 1859
- Les Petits Malheurs d'une jeune femme, 1860
- Mademoiselle Fruchet, 1860
- Adrienne, 1861
- Jacqueline Voisin, 1861
- Les Femmes sensibles, 1863
- La Femme incomprise, 1863
- La Comtesse de Sylva, 1864
- Essai sur les œuvres et la doctrine de Machiavel, avec la traduction littérale du Prince, et de quelques fragments historiques et littéraires, 1867
- Les Tragédies du foyer, 1868
- Théodoric, roi des Ostrogoths et d'Italie, 1869
- La Ferme du manoir, 1886